# Lobule paracentral
Le lobule paracentral ou opercule fronto-pariétal supérieur (ou lobe d'Ecker) est la région du cortex cérébral située sur la face interne des hémisphères, en arrière de l'aire motrice supplémentaire. De forme carrée irrégulière, l'opercule paracentral est composé de la terminaison, à la face interne des hémisphères, du gyrus précentral et du gyrus postcentral qui entrent en communication à ce niveau. C'est une région à cheval sur les lobes frontal et pariétal.
Sa limite antérieure est formée par le sillon paracentral, ses limites inférieure et postérieure par les sillons cingulaire et marginal.
| Face médiale (hémisphère droit)                          | Lobule paracentral (hémisphère gauche)                    |
| -------------------------------------------------------- | --------------------------------------------------------- |
| représentation en coupe de l'hémisphère droit du cerveau | représentation en coupe de l'hémisphère gauche du cerveau |